# 彼得原理

彼得原理的圖解

《彼得原理》（英語：Peter Principle）是管理学家劳伦斯·彼得在1969年出版的一本同名書，裡面提出的“彼得原理”是指：在組織或企業的等级制度中，人會因其某種特質或特殊技能，令他被擢升到不能勝任的高階職位，最終變成組織的障礙物（冗員）及負資產。
《彼得原理》解釋了人力資源中的級際競爭，原理中帶有黑色幽默，但是也是很現實的。

## 另見
- 木桶理論
- 鄧寧-克魯格效應
- founder's syndrome
- negative selection
- 呆伯特法則
- 帕金森定理
- Systemantics
- 人力资源管理

## 延伸阅读
- Dr. Laurence J. Peter; Raymond Hull. . New York: William Morrow & Company, Inc. 1969: 179 pages.
- Dr. Laurence J. Peter; Raymond Hull. . Pan Books. 1970. ISBN 978-0-330-02519-5.
- Lazear, E. . Working Paper 8094. NBER. 2001  [2012-04-09]. （原始内容存档于2021-04-17）.